# 圣杰灵皇家礼拜堂
圣杰灵皇家礼拜堂（Royal Chapel of St Katherine-upon-the-Hoe）是英国普利茅斯皇家城堡内的驻军教堂。在1371年，埃克塞特主教Thomas de Brantingham批准原教堂投入使用。在1666-1671年期间，原有的建筑被拆除，在同一地点重建。
英国国王乔治五世在1927年在访问皇家城堡期间，重新授予“皇家教堂”称号。
它是驻普利茅斯皇家炮兵的驻军教堂，并被列为英国二级登录建筑。